# Kiềm Nam
Châu tự trị dân tộc Bố Y và dân tộc Miêu Kiềm Nam (tiếng Trung: 黔南布依族苗族自治州; Hán-Việt: Kiềm Nam Bố Y tộc Miêu tộc Tự trị châu; bính âm: Qiánnán Bùyīzú Miáozú Zìzhìzhōu; tiếng Bố Y: Qianfnanf Buxqyaix Buxyeeuz Ziqziqzouy; tiếng Hmu: Qeef Naif Dol Yat Dol Hmub Zid Zid Zeb) là một châu tự trị của người Bố Y và người Miêu tại tỉnh Quý Châu, Cộng hòa Nhân dân Trung Hoa.

## Hành chính

### Huyện cấp thị
- Thành phố cấp huyện Đô Quân (都匀市 Dūyún Shì)
- Thành phố cấp huyện Phúc Tuyền (福泉市, Fúquán Shì)

### Huyện
- Huyện Lệ Ba (荔波县, Lìbō Xiàn)
- Huyện Quý Định (贵定县, Guìdìng Xiàn)
- Huyện Úng An (瓮安县, Wèng'ān Xiàn)
- Huyện Độc Sơn (独山县, Dúshān Xiàn)
- Huyện Bình Đường (平塘县, Píngtáng Xiàn)
- Huyện La Điện (罗甸县, Luódiàn Xiàn)
- Huyện Trường Thuận (长顺县, Chángshùn Xiàn)
- Huyện Long Lý (龙里县, Lónglǐ Xiàn)
- Huyện Huệ Thủy (惠水县, Huìshuǐ Xiàn)
- Huyện tự trị dân tộc Thủy Tam Đô (三都水族自治县, Sāndū Shuǐzú Zìzhìxiàn)